# Viscum orbiculatum
Viscum orbiculatum är en sandelträdsväxtart som beskrevs av Robert Wight. Viscum orbiculatum ingår i släktet mistlar, och familjen sandelträdsväxter. Inga underarter finns listade i Catalogue of Life.